# 米科拉伊夫卡 (北頓涅茨克區)
米科拉伊夫卡（烏克蘭語：Миколаївка）是乌克兰东部盧甘斯克州北顿涅茨克区波帕斯纳市镇的镇。

## 人口統計
根據2001年烏克蘭人口普查，该镇居民的母語分布如下：
- 乌克兰语：87.1%
- 俄语：12.4%
- 其他：0.5%